# Philipp Boy

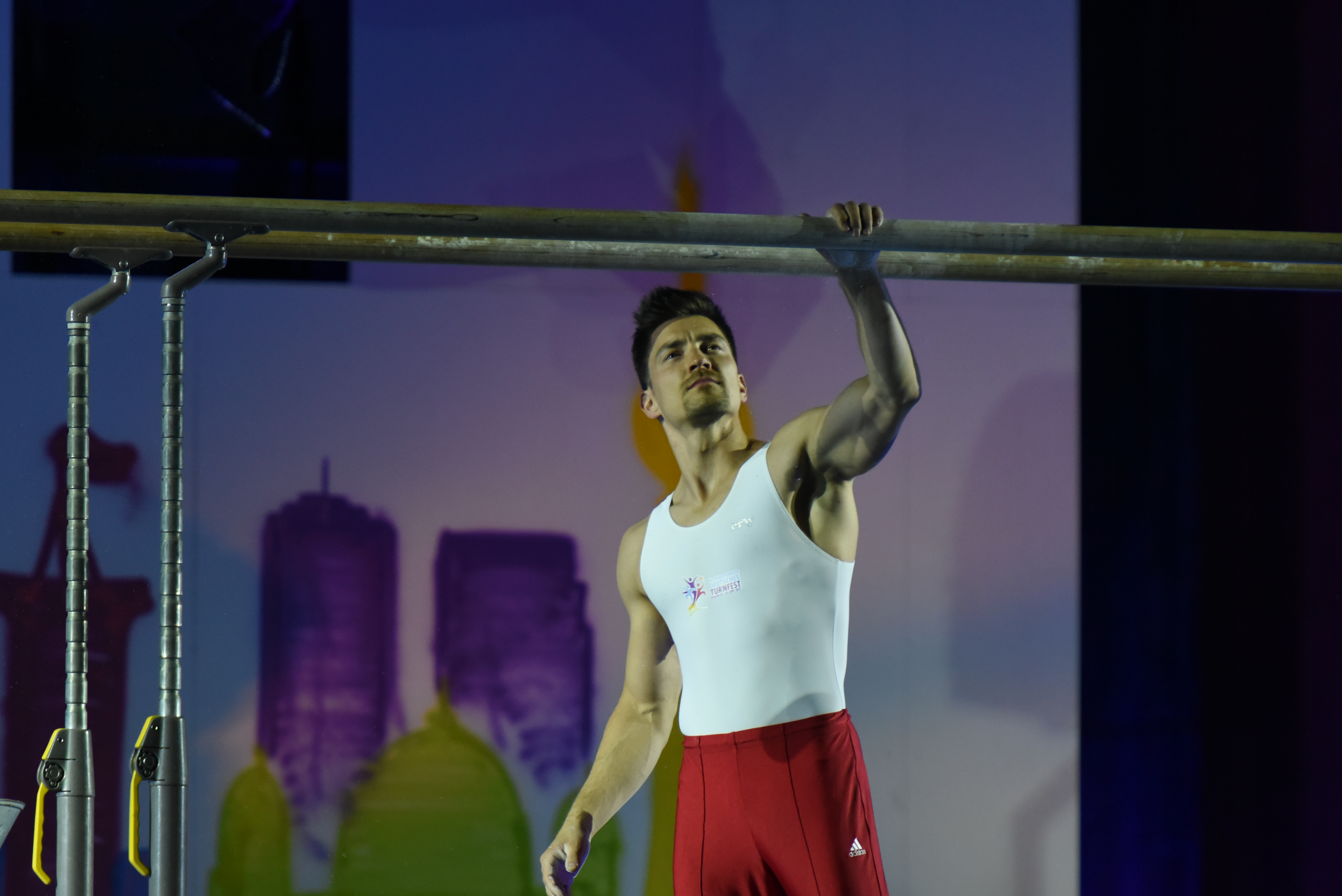
Philipp Boy, 2017

Philipp Boy (Blumenhagen, 23 luglio 1987) è un ex ginnasta tedesco, membro della squadra nazionale medaglia di bronzo ai Campionati Mondiali del 2007/2010 e vincitore di due medaglie d'argento nel concorso generale individuale (2010/2011). Nel 2011, Philipp riesce a vincere la medaglia individuale grazie al suo eccellente esercizio alla sbarra. Riceve infatti un punteggio di 16.066, il più alto ottenuto all'attrezzo.

## Carriera
Ha esordito a livello internazionale ai Campionati mondiali 2006, ad Århus. Nel 2007, ai Mondiali di Stoccarda, ha conquistato la medaglia di bronzo nel concorso a squadre. Individualmente, si posiziona diciottesimo nel concorso individuale.
Ai Campionati Europei del 2008, la nazionale tedesca arriva seconda nel concorso a squadre. I buoni risultati gli hanno permesso di entrare a far parte della squadra olimpica che partecipa alle Olimpiadi di Pechino, dove arriva tredicesimo nel concorso individuale (90.675 punti) e quarto nel concorso a squadre (274.600 punti). L'anno successivo, agli Europei di Milano, si posiziona quarto nella classifica generale.

### 2010: I primi successi
Boy è membro della nazionale vincitrice del concorso a squadre ai Campionati Europei di Birmingham. Ha inoltre vinto un bronzo alla sbarra, alla pari con il connazionale Fabian Hambüchen. Ai Campionati Mondiali dello stesso anno, vince il bronzo con la Germania e l'argento nel concorso individuale. Si è inoltre qualificato per la finale alla sbarra, dove arriva quarto.

### 2011: Campione europeo
Il 2011 è un anno ricco di successi per Philipp. Vince infatti il concorso generale individuale e l'argento alla sbarra ai Campionati Europei di Berlino. Ai Mondiali di Tokyo, arriva sesto nel concorso a squadre e secondo in quello individuale, dietro solo al giapponese e tre volte campione del mondo Kōhei Uchimura. Si qualifica per la finale alla sbarra con il primo punteggio (16.066), arrivando successivamente penultimo.

### 2012: Olimpiadi e Ritiro
Agli Europei arriva sesto con la squadra tedesca, individualmente riesce a qualificarsi per la finale alla sbarra, arrivando ultimo.
Entra a far parte, per la seconda volta, della squadra olimpica che partecipa alle Olimpiadi di Londra. La Germania si qualifica al quarto posto, arrivando poi settima nella finale. Philipp compete in qualifica in tutti e sei gli attrezzi per cercare di centrare la finale individuale. A causa di diversi errori arriva diciassettesimo, ed è impossibilitato a partecipare alla finale a causa della regola two-per-country, lasciando il posto a Fabian Hambüchen (terzo) e Marcel Nguyen (settimo).
Il 1º dicembre 2012 annuncia il suo ritiro dalle competizioni sportive.